# لئوناردو آلیشان
لئونادردو پل آلیشان (به ارمنی: Լեոնարդո Փոլ Ալիշան) (به انگلیسی: Leonardo Paul Alishan) (زادهٔ ۴ مارچ ۱۹۵۱ در تهران – درگذشتهٔ ۸ ژانویه ۲۰۰۵ در سالت‌لیک‌سیتی، یوتا) داستان‌نویس، شاعر، مترجم و استاد دانشگاه ارمنی ایرانی بود.

## زندگی
لئوناردو پل (ناردو) آلیشان در ۴ مارس ۱۹۵۱ در تهران به دنیا آمد. پدرش میکائیل آلیشیان (به انگلیسی: Michael Alishan) و مادرش آنت نزلومیان (به انگلیسی: Annette Nazloomian) و از اعضای اقلیت ارمنیان کاتولیک بودند. او که از نوهٔ نویسندهٔ ارمنی قوند آلیشان (۱۸۲۰–۱۹۰۱) بود از همان سال‌های کودکی به ادبیات علاقه‌مند شد. در سال ۱۹۷۳ در ۲۲ سالگی پس از این که در رشتهٔ زبان انگلیسی از دانشگاه ملی فارغ‌التحصیل شد به آمریکا رفت و در دانشگاه تگزاس در آستین درس خواند و دکترایش را در سال ۱۹۸۱ از این دانشگاه و در رشتهٔ تاریخ ادبیات فارسی دریافت کرد.
آلیشان در ۱۹ ژوئیهٔ ۱۹۷۴ با نلی اسدوریان (به انگلیسی: Neli Assadourian) ازدواج کرد که حاصل این ازدواج سه فرزند با نام‌های میکائیل، آرا و اِیلین بود. اما این ازدواج در سال ۱۹۹۳ به طلاق ختم شد.
آلیشان در سال‌های ۱۹۷۸–۱۹۹۷ در دانشگاه یوتا در ایالت یوتا ادبیات تطبیقی و فارسی درس می‌داد و دربارهٔ احمد شاملو، فروغ فرخزاد و دیگر شاعران معاصر ایران برای دانشجویانش سخنرانی می‌کرد. نسل‌کشی ارامنه به شیوهٔ خودش از دغدغه‌هایش بود و پژوهش‌های مفصلی دربارهٔ ساسونتسی داویت، قهرمان حماسی ارامنه دارد. او در نوشته‌هاش چند جا از سوختن خود در میان شعله‌های آتش سخن گفته‌است و غریب این که به همین سان نیز از دنیا رفت. آپارتمان کوچکش در سالت‌لیک‌سیتی یوتا در ۸ ژانویهٔ ۲۰۰۵ طعمهٔ حریق شد و این شاعر و نویسنده در میان شعله‌های آتش جان داد.

## سبک ادبی
لئوناردو آلیشان از جمله نویسندگانی است با آثاری کم‌شمار اما مهم. او با وجود این‌که دست‌کم از سه زبان و فرهنگ تغذیه کرده‌است، انگار به هیچ‌یک از آن‌ها تعلق ندارد. به زبان انگلیسی می‌نویسد، اما دغدغه‌ها و موتیفهاش آن‌قدر شرقی و آن‌قدر شخصی است که کسی او را جزو شاعران آمریکایی نمی‌داند، دربارهٔ گذشتهٔ ایرانی–ارمنی خود و خانواده‌اش می‌نویسد امّا فارسی‌زبانان تقریباً او را نمی‌شناسند و ارمنی‌ها با اکراه او را در میان نویسندگان ارمنی جای می‌دهند. تعلق او به چند زبان و فرهنگ به جای این‌که باعث شود در چند جامعه شناخته شود، باعث شده در هیچ جامعه‌ای او را دست‌کم جزو فرهنگ رسمی خود نشناسند.
نوشته‌های آلیشان تجسم وضعیت پراکندگی و غربت‌اند.

## آثار
آلیشان در زمان حیاتش دو دفتر شعر منتشر کرد: «رقص پابرهنه روی خرده‌شیشه‌ها» (۱۹۹۱) و «از میان شبنم» (۲۰۰۰). اثر اخیر مجموعه‌ای است از شعرهای کوتاهِ هایکومانند که بیشترشان از نظر بدعت تصویرها، قوت عاطفی و حس تراژیک‌شان بی‌نظیرند. پس از مرگ آلیشان دفتر شعر دیگر او به نام «سایهٔ مرد مُرده» (۲۰۱۱) و مجموعه قصه‌هایش به نام «سقوط آزاد» (۲۰۱۱) به چاپ رسید. این مجموعه قصه با پی‌گیری دوست نزدیکش گورگن آرزومانیان برای چاپ آماده شد. آرزومانیان این قصه‌ها را به زبان ارمنی برگردانده و قرار است در سال ۲۰۱۲ منتشر کند.
شعر
- رقص پابرهنه روی خرده‌شیشه‌ها (به انگلیسی: Dancing Barefoot on Broken Glass)، آشود پرس، ۱۹۹۱.[۴]
- از میان شبنم (به انگلیسی: Through a Dewdrop)، اوپن‌لتر پرس، ۲۰۰۰.[۵]
- سایهٔ مرد مُرده (به انگلیسی: Dead Man's Shadow: Collected Poems)، بلایند اول پرس، ۲۰۱۰.[۶]

داستان کوتاه
- سقوط آزاد (به انگلیسی: Free Fall: Collected Short Stories)، انتشارات مزدا، ۲۰۱۰.[۷]

او همچنین مقالات بسیاری نیز منتشر کرده و همچنین به ترجمه‌های ادبی از آثار نیما یوشیج، مهدی اخوان ثالث، احمد شاملو و جلال آل‌احمد به انگلیسی پرداخته‌است.

## جوایز
- جایزهٔ آکادمی شاعران آمریکا
- جایزهٔ شعر کریستوفر مورلی
- جایزهٔ نویسندگی ایروینگ
- جایزه شایستگی بین‌المللی نقد آتلانتا

## نمونه شعر
وقتی پدر سر حال بود

در باغ بزرگ مادربزرگ در اصفهان

با من و برادر کوچکم

قایم‌باشک بازی می‌کردیم.

ساکو بهتر از همه قایم می‌شد

پدر بدتر از همه و من

اصلاً دوست نداشتم قایم شوم.

امّا با هم بودیم و خوش می‌گذشت.

سال‌ها گذشتند و ما به بازی‌مان ادامه دادیم

یکی‌مان در انگلستان قایم شد، یکی‌مان در آمریکا

و پدر در ایران ماند و به شمردن ادامه داد.

بعد باز یکدیگر را یافتیم

و باز بازی کردیم

امّا حالا مشکلی وجود داشت

هرکس قایم می‌شد دیگر نمی‌شد پیدایش کرد.

آه، ارواح عزیزم

این برادر شماست، این فرزندتان است

که دیگر از شمردن خسته شده‌است

آماده باشید یا نه، دارم می‌آیم.

## پی‌نوشت
1. ↑  صافاریان، «لئوناردو آلیشان: ساکن سه فرهنگ»، روزنامهٔ شرق، ۱۲.
2. ↑  صافاریان، لئوناردو آلیشان: ساکن سه فرهنگ.
3. ↑  صافاریان، «لئوناردو آلیشان: ساکن سه فرهنگ»، روزنامهٔ شرق، ۱۲.
4. ↑  صافاریان، «لئوناردو آلیشان: ساکن سه فرهنگ»، روزنامهٔ شرق، ۱۲.
5. ↑  صافاریان، «لئوناردو آلیشان: ساکن سه فرهنگ»، روزنامهٔ شرق، ۱۲.
6. ↑  صافاریان، «لئوناردو آلیشان: ساکن سه فرهنگ»، روزنامهٔ شرق، ۱۲.
7. ↑  صافاریان، «لئوناردو آلیشان: ساکن سه فرهنگ»، روزنامهٔ شرق، ۱۲.
8. ↑  صافاریان، لئوناردو آلیشان: ساکن سه فرهنگ.